# هانوفر (ناحیه)
هانوفر (به آلمانی: Region Hannover) یک ناحیه در آلمان است که در نیدرزاکسن واقع شده‌است. هانوفر ۱٬۱۲۵٬۹۰۰ نفر جمعیت دارد.

## خواهرخوانده
شهر پوزنان خواهرخواندهٔ هانوفر هست.